# Knudsgilde (Flensburg)

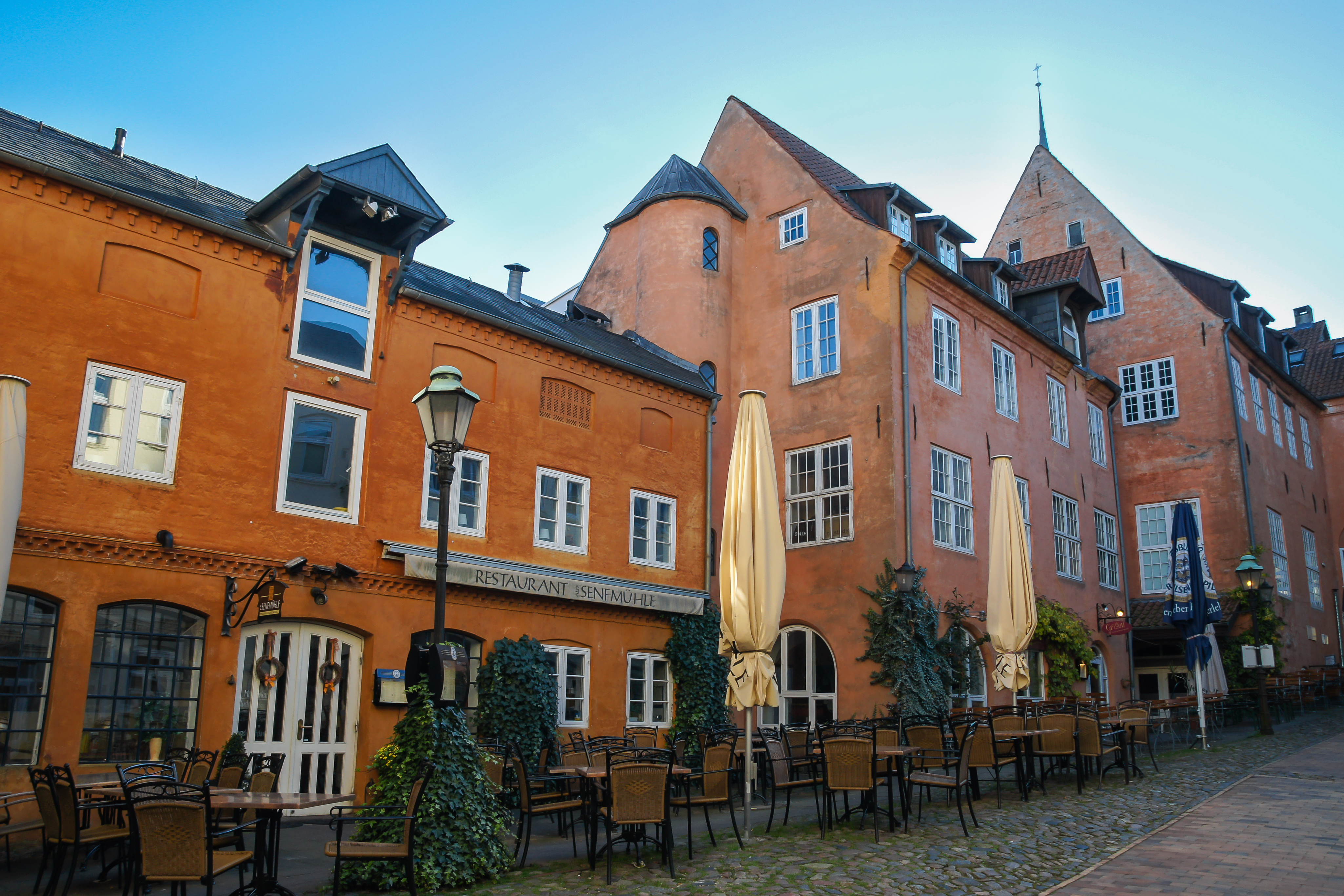
Der Knudsgildehof, von dem aus die Knudsgilde Flensburg faktisch regierte. Heute wird der Hof Holm 45 zumeist einfach nur Holmhof genannt.

Die Knudsgilde in Flensburg wurde im 12. Jahrhundert zu Ehren des Herzogs von Schleswig Knud Lavard gegründet. Vorbild war die bereits bestehende Knudsgilde in der Stadt Schleswig. Die nach und nach im skandinavischen Raum vielerorts gegründeten Knudsgilden übten in ihrer Hochzeit große Macht aus. Selbiges galt für die Flensburger Gilde.

## Geschichte

### Anfänge und Einflussnahme
Um 1170 wurde die zweite Siedlung der Flensburger Kernstadt gegründet. An dieser Gründung, der Siedlung Sankt Marien, waren möglicherweise Kaufleute aus Schleswig, die zu den Schleswiger Knudsgildenbrüdern gehörten, beteiligt. In der Marienkirche besaß die Gemeinschaft einen eigenen Altar. Irgendwann in dieser Zeit entstand sodann der Flensburger Ableger der Knudsgilde. Noch heute ist die Satzung der Gemeinschaft, die um 1200 in altdänischer Sprache aufgezeichnet wurde, erhalten. Die Satzung (Skraa, seltener auch Schrage) stammt damit aus der Zeit König Knuds VI. (1162–1202).
Die Knudsgilde Flensburgs regierte die Stadt faktisch vom Knudsgildenhof, dem Hof Holm 45, der heute zumeist einfach nur Holmhof genannt wird. Die Knudsgilde hatte nicht nur Einfluss auf die Politik der Stadt, sondern auch einen kulturellen Einfluss auf die Stadt. Über Jahrhunderte feierte die Knudsgilde das Pfingstgelage mit einem Vogelschießen, wofür eine Vogelschießstange auf der Exe, früher Ratsherrenkoppel genannt, stand.

### Niedergang
Nach der Knudsgilde wurden in Flensburg weitere Gilden anderer Berufsgruppen gegründet. Seit 1362 ist die Kalandsgilde bezeugt und seit 1377 die Laurentiusgilde, seit 1379 die St.-Gertruds-Gilde sowie seit ca. 1420 die Marien-Kaufmanns-Gilde. Der Einfluss des Konkurrenten Hanse wuchs und minderte auch den Einfluss der Flensburger Knudsgilde. Die übrige Flensburger Bürgerschaft setzte außerdem das eigene Stadtrecht und eine Ratsverfassung durch, was ebenfalls zur Minderung des Einflusses beitrug. Aber auch die Hanse sollte ihren eigenen Niedergang im 15. und 16. Jahrhundert durchleben. Nach der Reformation lösten sich zeitgleich die meisten Knudsgilden auf. In der zweiten Hälfte des 16. Jahrhunderts wurde auch die Flensburger Knudsgilde offiziell vom Rat der Stadt aufgehoben. Nach dem Einflussverlust der Hanse erlangte der Flensburger Hafen im 16. Jahrhundert die größte Bedeutung in seiner Geschichte. Flensburg wurde noch vor Kopenhagen zur größten Handelsstadt im dänischen Herrschaftsbereich.

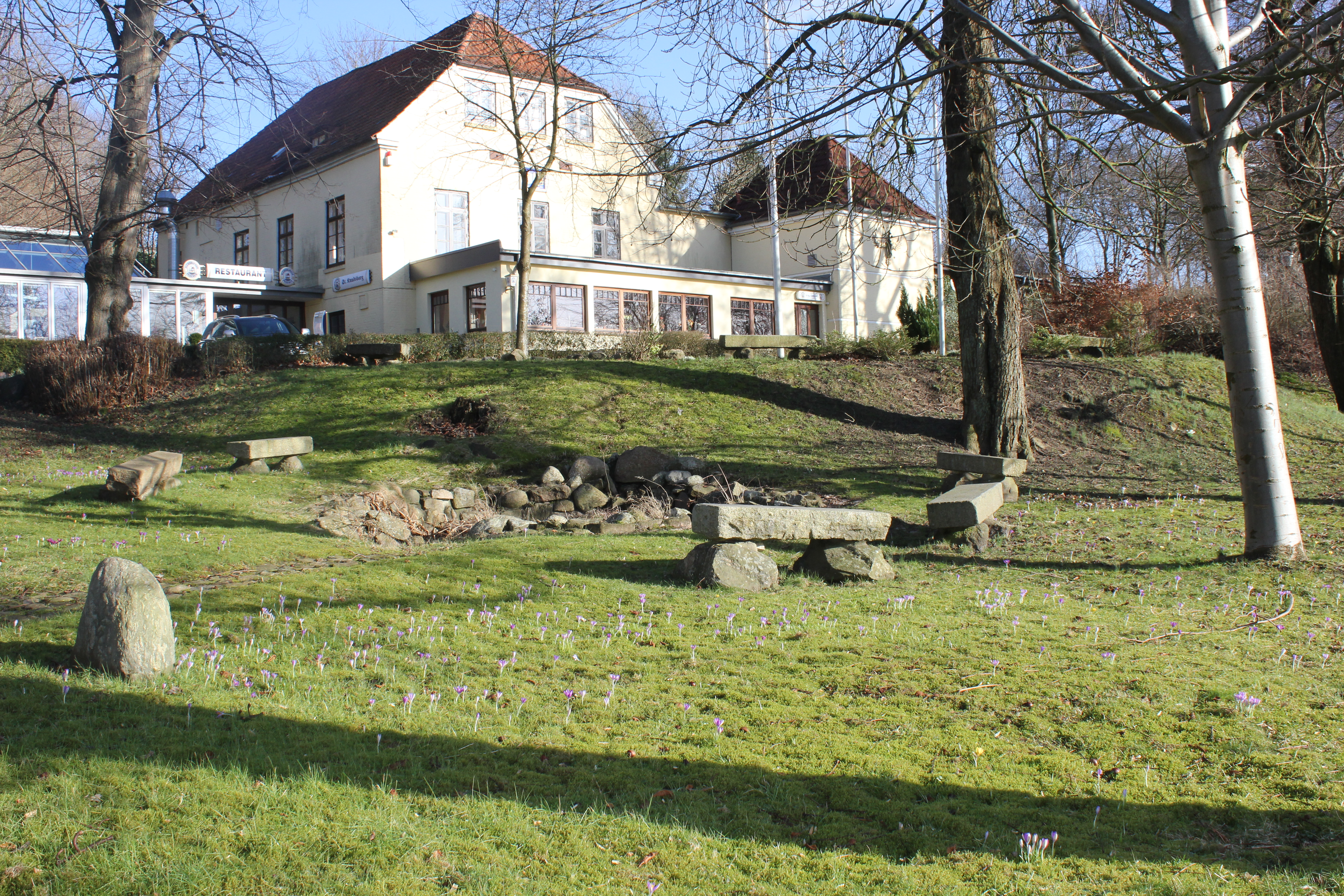
Seit 1844 die Heimstätte der Knudsgilde: die Knudsborg am Hillig-Water Gang (Helligvandsgangen) / Munketoft 33

### Neue Knudsgilde
In Flensburg existiert aber bis heute noch eine Gemeinschaft, die sich auf die frühere Knudsgilde beruft. Seit den 1840er Jahren ist die besagte Schützengilde von St. Johannis nachweisbar, die bis heute den Namen St. Knudsgilde trägt. 1844 wurde das Vereinsheim dieser neuen Knudsgilde namens St. Knudsborg errichtet. Ins öffentliche Bewusstsein tritt die Knudsgilde am „Knudstag“, den sie am 25. Juni eines jeden Jahres begeht. Ihr Schutzpatron Knud Laward (1096–1131) war – nach der Heiligsprechung durch Papst Alexander III. im November 1169 – am 25. Juni 1170 in der St.-Bendts-Kirche in Ringsted beigesetzt worden. Die Gildenbrüder erinnern mit einem Gang zum Flensburger Rathaus am besagten Tag an die ehemals große politische Bedeutung der Flensburger Knudsgilde, auf die sie sich berufen. Zudem wollen sie mit ihrem Aufmarsch die Verbindung zur Stadt lebendig halten. Zu diesem festlichen Anlass tragen die Gildenbrüder Frack und Zylinder. Ihr Marsch durch die Stadt wird von einem Orchester und einer Pferdekutsche begleitet. Beim Rathaus angekommen, werden sie traditionell vom Oberbürgermeister, dem Stadtpräsidenten oder einem anderen hohen Vertreter der Stadt empfangen. 2013 gehörten zur Gilde 85 Mitglieder, darunter die Ehrenmitglieder Prinz Henrik von Dänemark und dessen Söhne Kronprinz Frederik von Dänemark und Prinz Joachim zu Dänemark. Die Ehrenbrüderschaft ist keine neue Entwicklung. Zu den Ehrenbrüdern gehörte nach dem Zweiten Weltkrieg beispielsweise auch der Flensburger Oberbürgermeister Jacob Clausen Möller. Es werden nur dänischsprachige Mitglieder aufgenommen.